# Sorbona
Sorbona (fr. La Sorbonne) − zespół budynków w Dzielnicy Łacińskiej ( V ) Paryża, powstały jako kolegium na dawnym Uniwersytecie Paryskim, obecnie mieszczący szereg instytucji badawczych i edukacyjnych.

## Historia

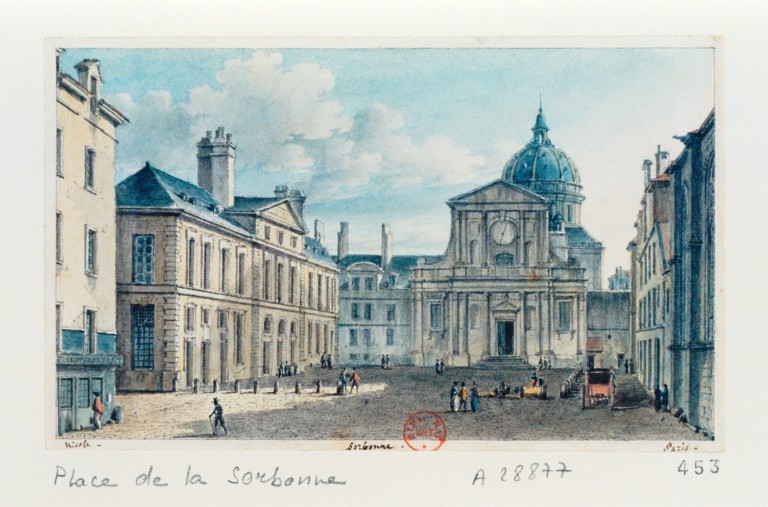
Plac i kaplica Sorbony na początku XIX w.

Sorbona powstała w 1253 r. jako jedno z kolegiów Uniwersytetu Paryskiego. Z czasem jednak zaczęto odnosić tę nazwę do całego Uniwersytetu. 
Od końca XI w. Paryż stał się jednym z najważniejszych centrów intelektualnych w Europie, przyciągając uczniów i nauczycieli z całej Europy. Stopniowo reguły nauczania i przynależności do społeczności scholarów (universitas) ulegały formalizacji i od początku XIII w. można mówić o funkcjonowaniu Uniwersytetu Paryskiego. 
Uniwersytet Paryski był jednym z pierwszych uniwersytetów, stając się modelem instytucjonalnym dla później powstałych placówek. Nie był instytucją jednolitą. Nauczanie podzielone było na fakultety, a studenci na nacje. Kolegiami nazywano fundacje, które miały pomagać gorzej usytuowanym żakom. Początkowo były to bursy, w których żacy prowadzili wspólne życie kierowane podobną do klasztornej regułą. Z czasem kolegia zyskały dodatkowe budynki edukacyjne, sakralne, biblioteki. Najsłynniejszym takim kolegium było Collège de Sorbonne, założone w 1253 r. przez Roberta de Sorbon, kapelana i spowiednika króla Ludwika IX. 
W 1250 królowa Blanka darowała dom stowarzyszeniu. W 1258 r. zebrano środki, pozwalające zapewnić naukę i utrzymanie 16 studentom. Stowarzyszenie przyjmowało także studentów zamożnych, lecz za opłatą, byli to socii non bursales. W początkach wykładano na Sorbonie tylko teologię. Niektórzy nauczyciele specjalizowali się w kwestiach sumienia, co sprawiało, że ze wszystkich krajów Europy zasięgano ich rady w trudniejszych wypadkach. W 1259 papież Aleksander IV zatwierdził tę instytucję.
Kolegium zyskało na znaczeniu w czasach nowożytnych. Uczniowie i wykładowcy Sorbony (Société de Sorbonne) zaczęli pełnić najważniejszą rolę na Uniwersytecie Paryskim. W pierwszej połowie XVII w. staraniem absolwenta Sorbony, kardynała Richelieu, wybudowano nową siedzibę Sorbony i to tutaj przeniósł się ciężar działalności całego uniwersytetu. Od tego czasu cały uniwersytet zaczęto potocznie określać jako Sorbonę. Sorbona, podobnie jak cały Uniwersytet, zakończyła swoją działalność podczas rewolucji francuskiej.
W 1896 roku odtworzono Uniwersytet Paryski, umiejscawiając jego administrację w budynkach Sorbony.
W 1970 roku dawny Uniwersytet w Paryżu został podzielony na trzynaście różnych uczelni. Trzy z tych uczelni odwołują się w nazwie do Sorbony i korzystają z jej budynków.
- Université de Paris I Panthéon-Sorbonne,
- Université de Paris III Sorbonne Nouvelle,
- Université de Paris IV Paris-Sorbonne.

Dodatkowo na Sorbonie znajdują się pomieszczenia: Université de Paris V Descartes, École nationale des chartes, a także wspólny rektorat. 

## Kampusy i budynki uniwersyteckie

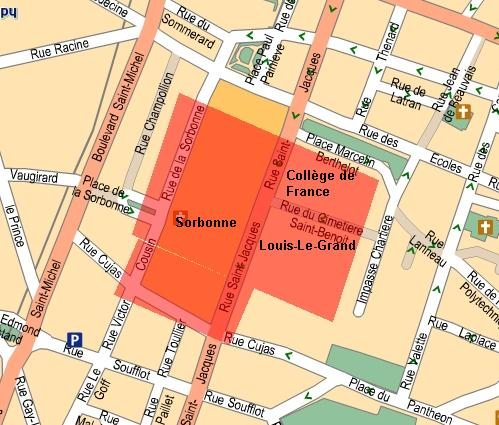
Sorbona na planie Paryża

Najstarszą cześć zabudowań Sorbony stanowi Kaplica Sorbony (Chapelle de la Sorbonne) z dwukondygnacyjną barokową fasadą i charakterystyczną kopułą, zaprojektowana przez Jacques’a Lemercier. We wnętrzu świątyni znajduje się grobowiec kardynała Richelieu.
Po 1970 roku historyczny campus w Dzielnicy Łacińskiej, w 5ème arrondissement, został podzielony tak, aby mógł obsługiwać kilka uczelni. Obecnie w głównych budynkach dawnej Sorbony, zlokalizowanych między ulicami rue de la Sorbonne i rue Saint-Jacques, mieszczą się wydziały literatury, biblioteka oraz rektorat.